# Kitasato Shibasaburō
Kitasato Shibasaburō (北里 柴三郎?, Kitasato Shibasaburō; Oguni, 29 gennaio 1853 – Nakanojō, 13 giugno 1931) è stato un medico e batteriologo giapponese.

## Biografia
Frequenta la scuola medica di Kumamoto e l'Università Imperiale, ma abbandona presto la sua patria: il prestigio nel settore medico, infatti, lo ottiene lavorando a Berlino, dal 1885 al 1891, nel laboratorio del famoso Robert Koch. Nel 1889 insieme ad Emil Adolf von Behring è il primo ad isolare il bacillo del tetano, mentre nel 1890 sviluppa una antitossina per la difterite e l'antrace. Raggiunta la notorietà, torna in patria e fonda laboratori ed istituti di ricerche. Viene nominato presidente dell'Ufficio Sanitario Centrale.
Nel 1894, durante un'epidemia di peste ad Hong Kong, isola il batterio colpevole della malattia, Pasteurella pestis, così chiamato in onore di Louis Pasteur. Intanto però il medico svizzero Alexandre John-Émile Yersin lo stesso anno ottiene indipendentemente gli stessi risultati, ma è solo in onore di quest'ultimo che il batterio della peste viene ribattezzato Yersinia pestis. Dal 1914 fino alla sua morte è stato a capo dell'Istituto Kitasato, fondato da lui stesso.

### Gioventù e formazione
Primogenito della sua famiglia, nacque nel remoto villaggio di Oguni, nella provincia di Higo, (prefettura di Kumamoto dal 1875), sull'isola di Kyūshū, in Giappone, figlio di Korenobu Kitasato, sindaco di Oguni.
Ricevette la sua educazione primaria presso scuole locali e dopo gli anni del liceo, iniziò i suoi studi di medicina presso l’università Igakusho Hospital (ora Kumamoto Medical School). Quando il suo mentore, il medico olandese Costant George Van Mansvelt, lasciò la scuola consigliò a Kitasato di proseguire i propri studi presso la Tokyo Medical School (ora Facoltà di Medicina, Università di Tokyo) dove ottenne la laurea nel 1883.
Si sposò nello stesso anno con Matsuo Torako, figlia di un nobile. Il primo lavoro di Kitasato fu nell'Ufficio della sanità pubblica di Tokyo, in questi primi anni della sua carriera egli iniziò ad appassionarsi alla batteriologia, lavorando da assistente per Ogata Masanori, riuscendo ad isolare un bacillo e pubblicando il primo articolo di batteriologia in Giappone nel 1885.

### Gli anni berlinesi nel laboratorio di Koch (1886-1892)
La pubblicazione di Kitasato e Ogata attirò moltissima attenzione nel mondo della microbiologia, che proprio in quegli anni stava sempre più prendendo piede tra i medici. Fu per questo che nel 1886 il medico giapponese, su consiglio del collaboratore Ogata, lasciò il Giappone per andare a lavorare nel laboratorio di Robert Koch a Berlino, all’epoca il più importante centro sulla batteriologia. La prima svolta di Kitasato fu nel 1889 quando annunciò di aver trovato un modo per coltivare il batterio Clostridium chauvoei che causa la gangrena gassosa negli ovini e nei bovini.
A Berlino, Kitasato lavorò con Emil Adolf von Behring nel laboratorio di Robert Koch e qui iniziò a studiare i patogeni del tetano e della difterite. Trascorse sei anni con Robert Koch, un periodo durante il quale approfondì gli studi sull'immunizzazione e nel dicembre 1888 chiese un’estensione del contratto per continuare a lavorare nell’importante laboratorio di Berlino, poiché sentiva di poter imparare e scoprire ancora molto. La sua richiesta fu approvata per altri 2 anni, e difatti riuscì a ottenere risultati eccezionali, prima isolando e coltivando il bacillo del tetano e poi, con la collaborazione di Emil Von Behring, scoprì un siero efficace contro la difterite.
Una volta riuscito a dimostrare che il bacillo appena isolato era la causa della malattia del tetano, sospettò che l’infezione era causata dall’intossicazione, successivamente dimostrò che gli animali a cui veniva iniettata una dose non letale della tossina prodotta dal bacillo del tetano acquisivano l'immunità nei confronti di quest’ultimo. Nel dicembre del 1890 venne pubblicato un articolo che annunciava la possibilità di ottenere l’immunità artificiale attraverso un siero ricavato dagli animali che avevano sviluppato resistenza alla malattia. Fu un risultato importantissimo che aprì le porte alla sierologia e alla sua applicazione in campo terapeutico. Robert Koch continuò a farlo lavorare nel suo laboratorio per condurre degli studi sulla tubercolina, fino a quando nel 1892 Kitasato, ormai di fama globale, ritornò in Giappone. Bisogna ricordare che anche Alexander Yersin era a Berlino nel laboratorio di Koch nel 1889.

### Ritorno in Giappone
Al suo ritorno in Giappone la maggior parte del popolo lo acclamò per le sue importantissime scoperte fatte in Germania, invece i seguaci del professor Ogata, mentore di Kitasato, lo criticarono accusandolo di aver mancato di rispetto al suo maestro. Le accuse derivavano dal fatto che dimostrò un errore nello studio di un bacillo, la cui analisi fu condotta nei laboratori del Professor Ogata.
Nel 1892, Kitasato fondò l'Istituto per lo studio delle malattie infettive in Giappone, con l'aiuto di Fukuzawa Yukichi, qui egli dimostrò come le colture morte possono essere usate nella vaccinazione. Uno dei suoi primi assistenti fu August Von Wassermann. Egli studiò anche le modalità di infezione della tubercolosi.

### Il periodo di ricerca sulla peste bubbonica in Cina
Nel 1894 la peste aveva colpito tutta la Cina, raggiungendo persino Hong Kong e tutta l’opinione pubblica era in fermento per scoprire quale fosse l’agente infettivo di questa spietata malattia. Fu così che il governo giapponese il 12 giugno inviò come ricercatori Kitasato Shibasaburō e Aoyama Tanemichi. Il primo condusse studi batteriologici, il secondo si occupò dell’aspetto clinico e anatomico. Il batteriologo si accorse fin da subito che esisteva un batterio presente sia in un bubbone post-mortem, che nel sangue di un paziente in condizioni gravi.
Il 4 agosto venne accertato che quel microrganismo era la causa della malattia e gli venne dato il nome di Pasteurella pestis, ma Kitasato commise un errore: ritenne che il batterio della peste era molto simile a quello del colera, collocandolo quindi nella categoria dei gram-positivi, senza specificare come nella sua ricerca fosse arrivato a questa affermazione.Parallelamente Alexander Yersin, batteriologo svizzero, pochi giorni dopo arrivò agli stessi risultati del giapponese, identificando il batterio ma classificandolo come gram-negativo. Le analisi successive diedero ragione allo svizzero, per cui la dicitura latina ufficiale del microrganismo è Yersinia pestis e non Pasteurella pestis, per attribuirgli il totale merito della scoperta.

### Ultimi anni di ricerca in Giappone
Nonostante la svista sulla peste, la fama del medico giapponese non fu intaccata specialmente in patria. Fu a capo dell’istituto di ricerca nazionale, nel quale assunse giovani ricercatori talentuosi: tra questi ricordiamo Shiga Kiyoshi e Hata Sahachiro.

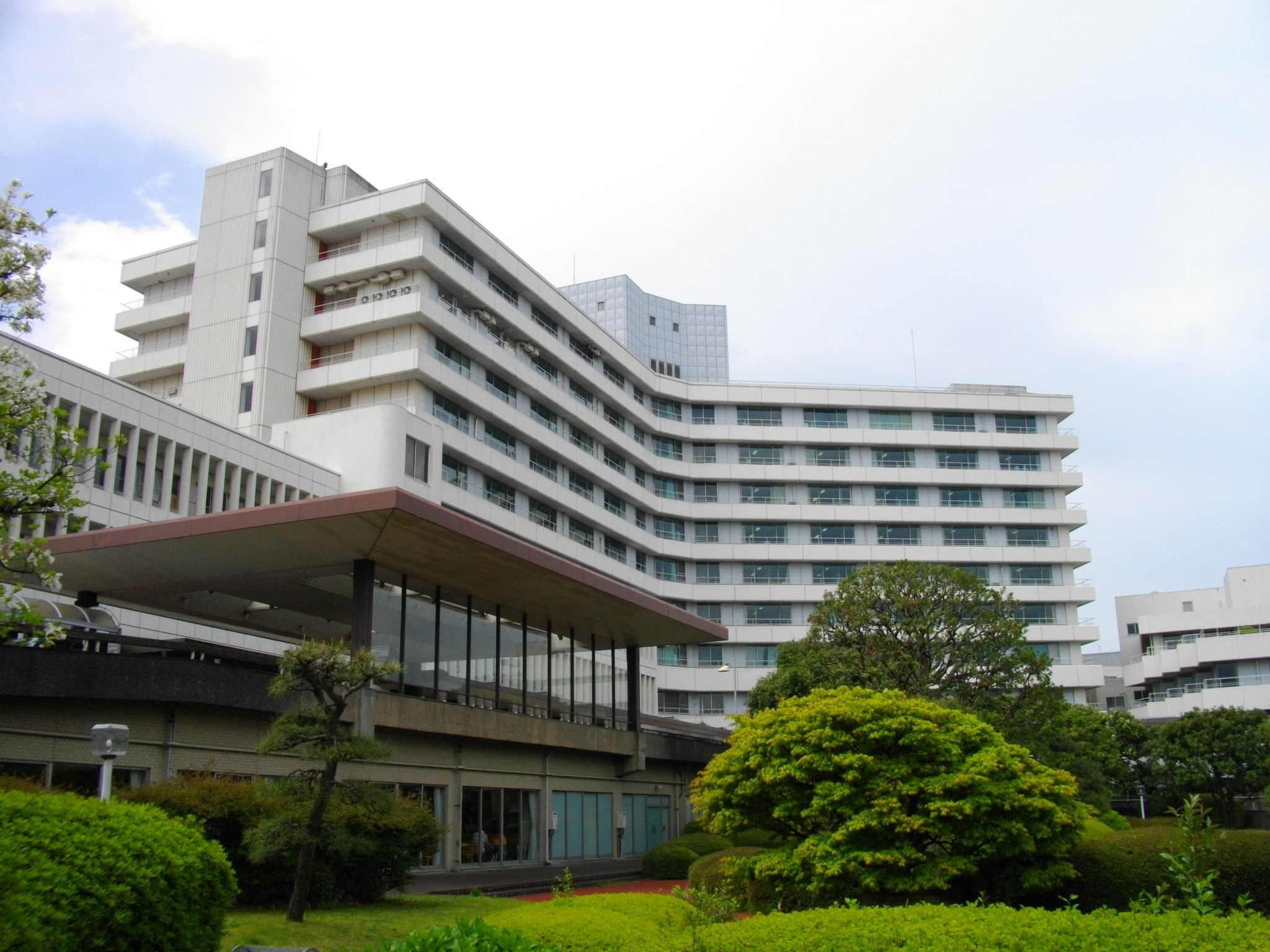
Kitasato University Hospital

Nel 1896 con la collaborazione di Kitasato, Shiga riuscì a scoprire la causa della dissenteria, ottenendo molto successo tanto da farlo trasferire in Germania per continuare le sue ricerche sotto la guida di Paul Ehrlich, così come Hata. Infatti lo stesso Kitasato, consapevole che la batteriologia aveva raggiunto il suo apice, incoraggiava i suoi allievi ad andare all’estero per stare al passo con il progresso globale a cui la medicina andava incontro. Allo stesso tempo però, volle che il suo istituto continuasse a svolgere ricerca in laboratorio e non solo: promosse attività legate alle misure di prevenzione e di cura delle malattie infettive e tramite alcuni seminari indusse il personale sanitario militare e quello a servizio del governo ad acquisire delle conoscenze di base sulla batteriologia. Inoltre riportò in auge la sieroterapia, cercando di estendere l’uso pratico dei sieri ad altre malattie oltre che la difterite (di cui ricordiamo nel 1890 aveva scoperto l’antitossina). Si interessò di sviluppare un siero anche per il veleno di un serpente giapponese, collaborando con Kitajima Taichi. Questo approccio curativo rappresentò una svolta e fu preso largamente in considerazione, tanto che i sieri contro tetano, difterite e colera prodotti dall’istituto vennero nazionalizzati nel 1899 dal governo giapponese. La nazionalizzazione però si rivelò un’arma a doppio taglio, poiché si vennero a creare molti scontri burocratici sul monopolio dei vaccini e dei sieri.
Il suo impegno nello sconfiggere la tubercolosi polmonare influenzò nel 1902 la legislazione sulla prevenzione di questa malattia. Nel 1908 vi fu una cerimonia al teatro di Tokyo nella quale fu proposto di formare un’organizzazione mondiale contro la tubercolosi per commemorare la visita di Koch alla capitale giapponese. Kitasato fu direttore dell’associazione per la prevenzione della tubercolosi e alla morte di Koch fece costruire un santuario nell’Istituto nazionale di malattie infettive in memoria del suo mentore, dove tutt’oggi è riposta una ciocca di capelli come reliquia del batteriologo tedesco.Nel 1914, a seguito della riforma amministrativa secondo cui la giurisdizione dell’istituto doveva essere assegnata al ministero dell’educazione, il conflitto tra i ricercatori e il governo si inasprì, portando alla dimissione di Kitasato, direttore, e dei membri più anziani e rilevanti, tra cui anche Hata e Shiga. La loro assenza fu un duro colpo per la fama e l’operatività dell’Istituto nazionale di malattie infettive, che non riusciva più a soddisfare la richiesta dei farmaci. L’opinione pubblica si dimostrò empatica nei confronti di Kitasato, donandogli laute somme di denaro in modo da fondare un nuovo istituto a suo nome: fu così che nel dicembre del 1914 nacque “l’istituto di Kitasato”.

## Onori e fedeltà

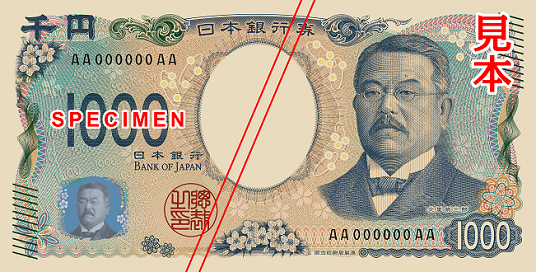
1000 yen

In Giappone Kitasato rappresentò un baluardo del suo settore e il suo impegno nello stabilire una scuola medica all’università di Keio nel 1917, consolidò la sua immagine. Nel corso di tutta la sua carriera fu esempio di fedeltà e impegno, non dimenticò mai la sua appartenenza all’Impero giapponese, così come fu sempre riconoscente nei confronti di Koch, promuovendo l’uso della tubercolina inventata dal tedesco.
Dal 1917, entrò a far parte della camera dei pari della Dieta dell'Impero del Giappone creata sotto l'era Meiji nel 1889 e da allora sostituita dalla camera superiore della Dieta del Giappone creata dalla costituzione giapponese del 1947 che detiene il potere legislativo chiamato anche la camera dei consiglieri.
Nel Settembre 1921, Kitasato creò con diversi scienziati la Sekisen Ken-onki Corporation con l'intenzione di realizzare il termometro più affidabile. L'azienda è stata successivamente ribattezzata Terumo Corporation.
In anzianità, nel 1923, fu eletto primo direttore dell’associazione medica giapponese, divenuta ormai un punto di riferimento globale per la comunità dei medici professionisti. Nel 1924 diventò Barone dell’Impero, questo titolo era ereditario, ma suo figlio ne fu privato dopo il suo suicidio fallito al Lago Chūzenji in compagnia di una geisha.
Kitsato è membro dell'Istituto Leopoldina, l'istituto tedesco di scienze dal 1927 in microbiologia e immunologia. La sua immagine, in programma per il 2024, sarà utilizzata per le banconote da 1000 yen.
Il 13 giugno del 1931, morì all’età di 78 anni a causa di un ictus nella sua casa a Nakanojō, Tokyo. È sepolto nel cimitero di Aoyama a Tokyo. Un museo commemorativo per Kitasato è stato eretto a Oguni, la sua città natale, e nel 1964 un altro museo in sua memoria è stato aperto presso l'Università di Kitasato.